# No te pases de la raya, cariño
No te pases de la raya, cariño (en francés, Duos sur canapé) es una obra de teatro de Marc Camoletti, estrenada en 1972.

## Argumento
La obra nos presenta la historia de un matrimonio formado por un abogado y una dentista. Un buen día deciden divorciarse y no se les ocurre mejor idea que dividir su vivienda con una imaginaria línea, que ninguno deberá sobrepasar para evitar entrar en la parte del otro. El problema llegará cuando ambos se presenten en la vivienda con las que serán sus nuevas parejas. Finalmente, y en final feliz, la pareja se reconcilia.

## Representaciones destacadas
- Théâtre Michel, París, 1972 
  - Dirección: Marc Camoletti
  - Intérpretes: Darry Cowl (Victor), Philippe Nicaud (Bernard), Claire Maurier (Jacqueline), Martine Kelly (Bubble), Daniel Prévost (Robert)

- Théâtre Michel, París, 1974 
  - Dirección: Marc Camoletti
  - Intérpretes: Christian Marin (Victor), François Guérin (Bernard), Michèle Bardollet (Jacqueline), Marie-Georges Pascal (Bubble), Michel Modo (Robert)

- Teatro Valle-Inclan, Madrid, 16 de abril de 1974.
  - Dirección: José María Mompín.
  - Adaptación: Alberto Closas.
  - Intérpretes: Paula Martel, José María Mompín, Manuel Alexandre, Fedra Lorente, Julián Navarro.